# Fajrúz
Fajrúz (arabsky Tyrkysová, také přepisováno jako Fairuz, Fairouz nebo Fayrouz, nar. 20. listopadu 1934) je libanonská zpěvačka, vlastním jménem Nuhád Vadí Haddád. Pochází z křesťanské rodiny, po svém manželovi, skladateli Assi Rahbanim se stala členkou řeckopravoslavné církve. Je považována za jednu z nejslavnějších zpěvaček navazujících na arabskou hudební tradici. Vystupovala na mezinárodním hudebním festivalu v Baalbeku, v londýnské Royal Albert Hall, newyorské Carnegie Hall a pařížské Olympii, účinkovala také ve filmech a muzikálech. Její syn Ziad Rahbani je spisovatel a hudební skladatel.

## Vyznamenání
- rytíř Řádu čestné legie (Francie)
- komandér Řádu umění a literatury (Francie)
- velkodůstojník Řádu za zásluhy (Egypt)
- velkostuha Národního řádu cedru (Libanon)
- velkostuha Národního řádu za zásluhy (Tunisko)